# Syuichi Nakano
Syuichi Nakano (中野主一; 11 settembre 1947) è un astronomo amatoriale giapponese.
È specializzato nello studio delle comete, in particolare nel calcolo delle loro orbite e nella predizione del ritorno al perielio delle comete periodiche.
È affiliato con il Centro per l'Astrodinamica della Oriental Astronomical Association di Sumoto, in Giappone. In particolare collabora con le sezioni che si occupano di calcolo orbitale e dello studio dei corpi minori del sistema solare. È membro dell'Unione Astronomica Internazionale (IAU).
Pubblica le Nakano Notes su osservazioni ed effemeridi cometarie.
Nel 2001 l'Astronomical Society of the Pacific (Società astronomica del Pacifico) gli ha assegnato il Premio per il miglior risultato amatoriale (Amateur Achievement Award).
L'asteroide 3431 Nakano è stato così denominato in suo onore, mentre l'asteroide 3983 Sakiko è stato così denominato dal nome di sua sorella.